# Viața religioasă a Aradului
Aradul este un oraș situat în partea de vest a României. În oraș coexistă mai multe comunități religioase, de diverse credințe.

## Biserica ortodoxă
Începuturile bisericii ortodoxe, cea mai răspândită în România, pe teritoriul arădean datează din secolul XV. În prima jumătate a secolului XVIII (după 1700) existau în oraș două comunități ortodoxe, una sârbească și una românească.

## Biserica catolică
Și-a început activitatea la Arad odată cu organizarea centrului ecleziastic și comitatens al Orodului (Vladimirescu de astăzi), la sfârșitul secolului XI. Odată cu instaurarea dominației habsburgice, în Arad sosesc preoți franciscani, care beneficiază de o biserică ridicată în cetate, ei contribuind la ridicarea bisericii catolice din oraș.

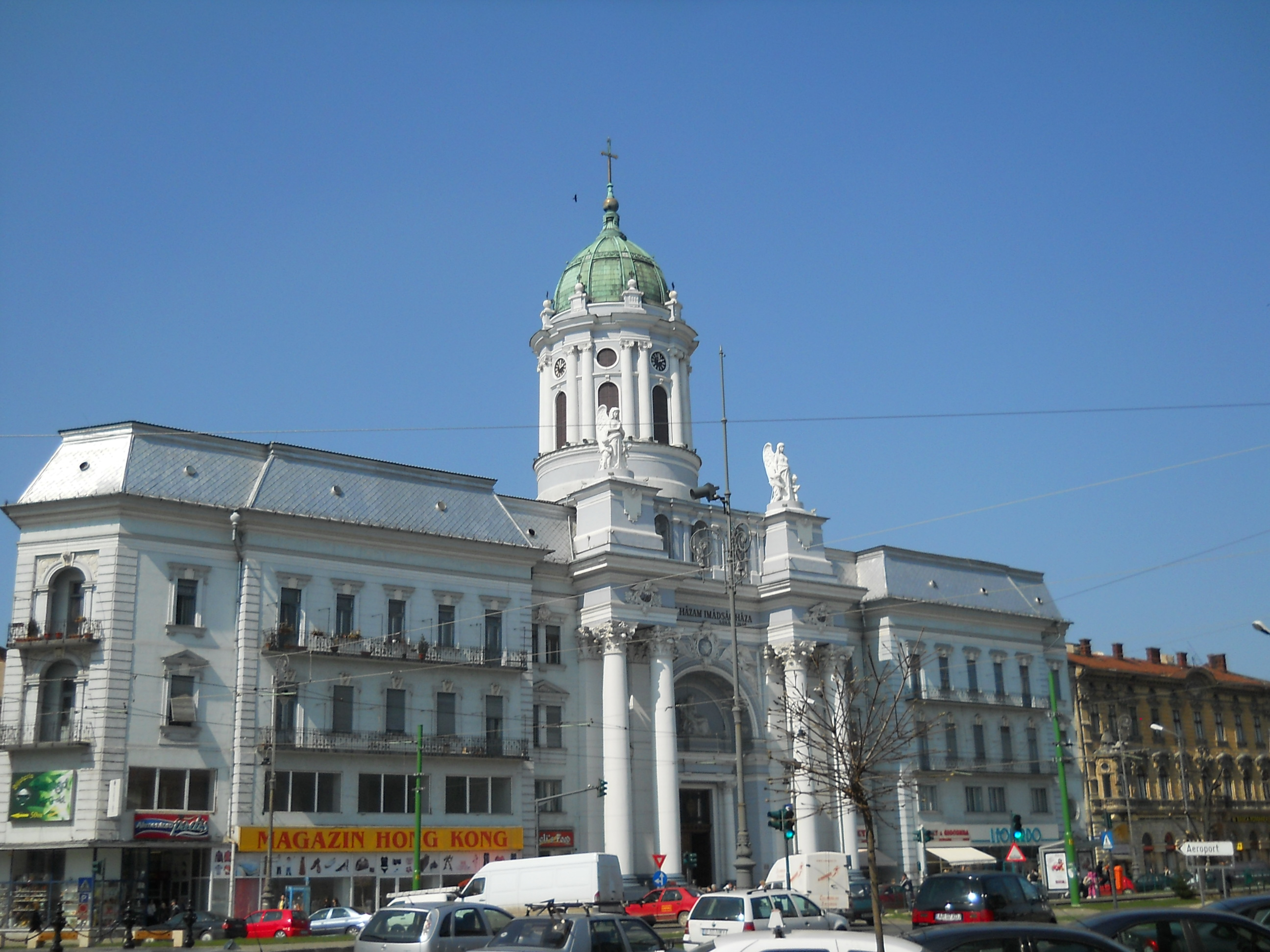
Catedrala romano-catolică din Arad

## Biserica baptistă
In judetul Arad prima biserica atestata este la Curtici in anul 1887, urmand ca activitatea misionara sa formeze comunitati si in urmatoarele localitati: Siria, Macea, Iratos, Sofronea, Gyula-Varsand, Pil, Sintea Mare,Nadab, Socodor, Chisineu Cris, Siclau, Pecica, Seitin, Nadlac, Turnu, Sederhat, Bodrogu Vechi etc.
In oras, prima biserica baptista este infiintata in cartierul Micalaca in anul 1897, iar in aceeasi perioada apare prima biserica de limba maghiara din Arad. Urmeaza in 1903 biserica din cartierul Parneava, iar in anul 1923 cea din cartierul Gai. In urmatoarea perioada se vor mai infiinta biserici si in cartierul Sega (1924), zona Garii (1929), Aradu Nou (1969), Sannicolau Mic (1974), Gradiste (1974).
In perioada 1942-1944 biserica este scoasa in afara legii de regimul Antonescu. Dupa razboi urmeaza o perioada în care numarul bisericilor si membrilor creste.

## Biserica penticostală
```
A fost fondată de un pastor Baptist deci
```

## Biserica reformată
Este atestată în Arad încă din secolul XVI, dar nu a deținut un lăcaș de cult până în 1852, când a fost ridicată actuala biserică.

## Biserica greco-catolică
S-a instalat în oraș în jurul anului 1770, din 1776 beneficiind de primul lăcaș de cult. Între 1912-1913 a fost zidită o nouă biserică. În 1948, regimul comunist a desființat cultul greco-catolic, edificiile sale fiind trecute în proprietatea bisericii ortodoxe. Parohia greco-catolică este reînființată în 1991.

## Biserica evanghelică-luterană
își începe activitatea în prima jumătate a secolului XIX.

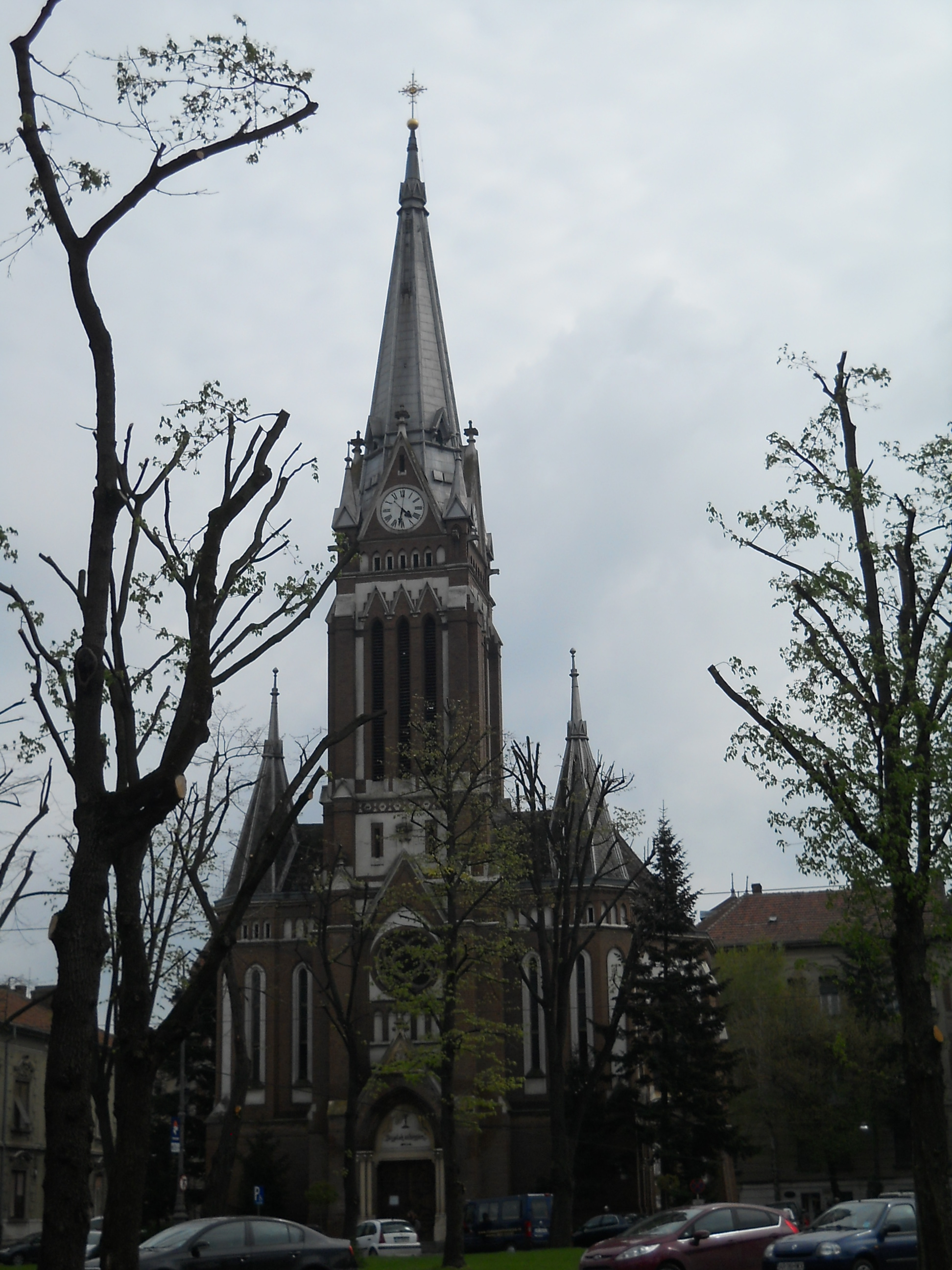
Biserica Roșie

## Biserica adventistă de ziua a șaptea
În anul 1895, sosește la Arad colportorul (răspânditor de zvonuri) Wilhelm Tentesch, primul misionar în zonă. La doi ani distanță, vine pastorul L. R. Conradi, la invitația unui grup de credincioși nazarineni din oraș. Pe 21 iulie 1899 are loc primul botez, pastorul Conradi botezând 15 persoane, primii membrii ai comunității Arad.
În prezent există patru biserici adventiste de ziua a șaptea în Arad.